# Агаханянц Окмір Егішевич
Окмір Егішевич Агаханянц (рос. Окмир Егишевич Агаханянц, 5 січня 1927 Ленінград, СРСР — 28 жовтня 2002 Мінськ, Білорусь) — мандрівник, письменник, педагог вищої школи, польовий дослідник, фотограф, практик і теоретик в областях географії, ботаніки, геоботаніки, лімнології, геоморфології, екології, політології, геополітики; доктор географічних наук, член Білоруського географічного товариства, член-кореспондент Міжнародного географічного союзу, професор Білоруського педагогічного університету, завідувач кафедрою геоботаніки, постійний керівник студентської практики на Памірі, Кавказі, Карпатах, який читав лекції в університетах Афганістану, Німеччини, Білорусі, Росії, Таджикистану. Один з найбільш цитованих сучасних вчених.
Автор так званої Теорії тектонічної динаміки гірських біотопів Агаханянца і Схеми районування Паміру Агаханянца.
Фахівець із проблем геоботаніки гірських областей та загальної геоботаніки світу. Експерт з географії, загальної геоморфології та ботаніки Паміру, загальною геоботаніки Азії, особливо, геоботаніки Центральної Азії. Експерт з питань генезису, геоморфології та геоботаніки озера Сарез і прилеглих до нього областей.
В областях політології та геополітики — фахівець з СРСР в цілому, радянського Кавказу і радянської Центральної Азії зокрема, а також в цілому — політології і геополітики Центральної Азії. За свідченням вдови — дружини у другому шлюбі, в своїх наукових інтересах тяжів більше до загальних проблем географії, ніж ботаніки.
Володів технікою польових геоботанічних та географічних досліджень на місцевості. Зібрав велику колекцію тематичних гербаріїв, обмежену колекцію гірських порід і мінералів, виконав численні фотографії та кольорові слайди рослин, тварин, а також — річок, озер, гірських вершин, долин, ущелин, гірських і напівпустельних ландшафтів і інших явищ природи.
Загальна протяжність маршрутів в наукових польових дослідженнях склала кілька тисяч кілометрів. Подорожував пішки, на коніі віслюку, по воді — човном, і на плоту, а також на автомобілі, літаку і вертольоті.
Його перу належить ряд монографій російською та німецькою мовами, а також наукові та науково-популярні статті. Ряд його науково-популярних книг перекладено і видано на європейських мовах.
Головним об'єктом наукового вивчення був Памір, де провів більшу частину свого життя.
Останні тридцять років — професор Білоруського педагогічного інституту (університету з 1993 року), завідувач кафедри геоботаніки, постійний керівник студентської практики на Памірі, Кавказі, Карпатах.
В останні роки життя та діяльності в коло інтересів входили проблеми філософії, екології, геронтології, забезпеченості населення Землі продовольством. У філософії був прихильником «Французької філософської школи» XX століття.
У сферу наукових інтересів входили у 1986—2002 роках проблеми політології і геополітики. У цій області ним прочитані лекції та опубліковані наукові статті.

## Життя і діяльність в Таджикистані
Під час життя і роботи в Таджикистані провів польові дослідження в горах Паміру, що дозволило йому стати одним з провідних експертів світу з проблем ботаніки, геоботаніки, географії, геоморфології і, як приватної проблеми — районування Памірської гірської системи на суворо науковій основі.
Ризикуючи життям, часто віддавав перевагу подорожувати по горах на самоті, користуючись лише льодорубом, компасом та топографічною картою. Кілька років жив і працював на науковій станції, яка знаходилася на березі озера Сарез на Памірі.
Провів власні Лімнологічного дослідження озера Сарез на Памірі, а також ботанічні та геоботанічні дослідження по берегах озера і в його околицях. Склав найбільш повний історико-географічний нарис про дослідження озера Сарез з моменту його утворення на основі особистих архівних досліджень і опитувальних відомостей документального характеру. Справедливо вважався «найкращим знавцем озера Сарез» в наукових колах біологів і географів світу. Велика фотографія озера Сарез прикрашала одну зі стін його особистого кабінету в квартирі в Мінську. Переконливо обґрунтував свою думку про «нормальний» гідрологічний режим озера Сарез і стабільність «природної греблі», що утворилася в результаті завалу русла річки Мургаб гірськими породами схилового зсуву.
Був першим геоботаніком, кому вдалося детально вивчити флору Усойського завалу, що утворив озеро Сарез, і дати картину генезису і динаміки рослинного співтовариства цього біотопу. Виявив і описав у долинах, прилеглих до озера, унікальні ландшафти з рідкісними біотопами та запропонував на основі цих територій створити ландшафтні та біогеографічні заказники. Запропонував власну схему районування гірської країни Памір, яка знайшла відображення у Великій радянській енциклопедії, Третє видання 1969—1978; стаття «Памір». Автор ідеї переміщення рослинних угруповань під впливом зростання гір.
У 1951—1954 роках був вченим секретарем Відділення біологічних наук Академії наук Таджицької РСР, співробітник Памірського ботанічного саду в Хорозі.
6 січня 1957 року захистив докторську дисертацію з отриманням кваліфікації «доктор географічних наук».
Працював завідувачем лабораторією геоботаніки Памірської біологічної станції Академії наук Таджицької РСР (з 1954, Східний Памір, Чечекти — альтитуда 3860-4700 м, в 25 км від райцентру Мургаба).
У 1960—1968 рр. — завідувач лабораторією експериментальної геоботаніки Інституту ботаніки Академії наук Таджицької РСР.

### Наукова дискусія про районування гірської системи Памір
Не завершені дискусії науковців-дослідників про Памір. Більше 100 років тривають суперечки про його межі, площі і, головним чином, — про морфологічний вигляд, геології, кліматичні та біологічні особливості різних частин цієї гірської системи Центральної Азії, що дозволило б здійснити районування за надійними природними ознаками.
Надзвичайно рідкісним досягненням в науці, унікальним за своєю внутрішньою логікою і бездоганним з наукової аргументації є «історія гірської системи Памір» або його — Паміру — досить складний «генезис», обумовлений як загальною тектонікою Землі і континенту Євразія, так і власне Памірських гір, реконструкцію якого здійснив Окмір Агаханянц.
На великому ботанічному матеріалі дослідник показав наскільки чуйно і різноманітно за своїми пристосовувальними ознаками реагує рослинність Паміру на динаміку зростання гір і, як наслідок, — безперервна зміна властивостей природного середовища проживання. Цей тонкий аналіз також дозволяє окреслити межі Памірської гірської системи і вичленувати всередині області, райони, що володіють власними специфічними природними ознаками.
Микола Гвоздецький в 1968 і 1987 роках виступив опонентом Агаханянца за його схемою 1965 року, уточненою в 1986 році.
Короткі, але дуже продуктивні в науковому відношенні дослідні поїздки по півночі Афганістану дозволили О. Агаханянцу уточнити природні межі Паміру в порівнянні з початковою схемою, запропонованої ним у 1965, і отримати цінні матеріали польових досліджень, які лягли в основу наукової аргументації дослідника.
О. Агаханянц, спираючись на колосальний досвід власних багаторічних польових досліджень орографії, морфології та біології гірської системи, а також критично осмислюючи великий обсяг наукових відомостей, отриманих іншими дослідниками, 1986 року пропонує виділити на Памірі чотири «природних райони»: I — «Західний Памір», II — «Ваханський Памір» або «Вахан», III — «Центральний Памір», який інші дослідники називають «Східним Паміром», IV — «Кашгарський Памір» або «Кашгарію».
Широкі міжнародні наукові дискусії з питання: Що розуміти під назвою «Памір?» тривають.

### Розкриття злочину в горах Паміру
В 1960-і роки Окмір Агаханянц за допомогою дедуктивного методу розкрив таємницю загибелі на Памірі свого колеги, російського геолога Геннадія Лепьохіна: 
«Шел я по плавному западному склону хребта Сарыкол. <…> Увидев впереди пологий саек (ложбину), я спустился в него… и сразу стало тихо. <…> Махнув рукой на перспективу сыскать где-нибудь пресный родник… я раскинул спальный мешок. <…> Чуть свет я проснулся от сурчиного визга. …Пять утра. Посмотрел на альтиметр… — 4 500 м. <…> Вскинув рюкзак, я развернулся… и вдруг увидел шагах в пяти торчавший из песка человеческий череп. …От неожиданности я даже сел в песок!… Череп без скелета. Не ветром же его сюда прикатило? <…> Я ещё раз наклонился над находкой и только тогда приметил… что голова была отрублена у живого или мертвого человека. Я решил захоронить череп. Скорее всего это европеец».— 
Злочинець був викритий, дав свідчення, засуджений і поніс заслужене покарання. Трагічні обставини цієї «слідчої справи» Агаханянц в 1995 році описав в оповіданні «Остання зустріч».

## Робота в Кабульському університеті
На запрошення Уряду Афганістану жив і працював у цій країні, де читав курси з географії, ботаніки та геоботаніки в Кабульському університеті німецькою мовою.
Вільний час присвячував вивченню ботаніки, геоботаніки, географії, геоморфології Афганістану, а також проблемам політики і геополітики цієї країни і Центральноазіатського регіону.
Польові дослідження півночі Афганістану дозволили О. Агаханянцу уточнити запропоновану ним у 1965 схему районування Паміру, що знайшло відображення в дещо іншій — остаточній редакції — цієї схеми в 1986 році.
Агаханянц був переконаним противником введення радянських військ в Афганістан у 1979 році. Відкрито виступав за якнайшвидше закінчення афганської війни і виведення частин Радянської армії з цієї країни.

## Життя і діяльність в Білорусі
З 1972 року жив і працював у Мінську. Супутником життя до останніх днів була друга дружина, з якою він не мав дітей.
Спочатку він бажав стати викладачем Білоруського державного університету, але ректором БДУ йому в цьому було відмовлено.
Останні тридцять років — незмінний професор Білоруського педагогічного інституту, з 1993 року — Університету, завідувач кафедри геоботаніки, постійний керівник «дальньої» студентської практики на Кавказі, в Карпатах і Памірі.
На Мінських міських курсах удосконалення вчителів також вів Курс географії і геоботаніки для вчителів середніх шкіл.
У 2000—2001 роках на запрошення німецьких колег прочитав курс лекцій з географії та геоботаніки німецькою мовою в ряді університетів Німеччини, заробляючи таким чином фінансові засоби для лікування в Німеччині.
У Мінську підтримував тісні наукові і дружні зв'язки з колегами факультетів біології та географії БГУ, а також з біологами, ботаніками, геоботаніками, геологами, геоморфологами і географами Академії наук Білорусі.
За межами Білорусі підтримував наукові і дружні зв'язки з широким колом друзів і колег наукового співтовариства Європи і Азії. В основному це були Азербайджан, Вірменія, Афганістан, Болгарія, Німеччина, Грузія, Індія, Казахстан, Китай, Латвія, Киргизстан, Литва, Польща, Україна, Росія, Таджикистан, Узбекистан, Чехія, Естонія.

## Московський гурток Олексія Абрикосова
У 1990-ті роки Окмір Агаханянц познайомився з російським фізиком-теоретиком Олексієм Абрикосовим — одним з учнів і улюбленців Льва Ландау. Спілкування приносило обом велике інтелектуальне задоволення. У близькому оточенні Олексія Абрикосова склався гурток однодумців, які в московській квартирі вільно і відкрито обговорювали філософські, наукові, політичні та соціальні питання. Абрикосовський московський гурток був елітним співтовариством інтелектуалів і мислителів, де понад усе цінувалися жіноча краса, чоловічий інтелект і почуття гумору, культура і освіченість. Після знайомства Олексій Абрикосов особисто запросив Окміра Агаханянца і його другу дружину бути гостями в його будинку. «Абрикосовський гурток» припинив своє існування з еміграцією Олексія Абрикосова в Сполучені Штати Америки, де російський фізик став професором Аргоннської національної лабораторії. У 2003 році Олексію Абрикосову вручена Нобелівська премія з фізики за цикл досліджень надпровідників другого типу та їх поведінки в магнітному полі, що отримало назву «Вихрові решітки Абрикосова». На рішення виїхати в США великий вплив надали бесіди з Окміром Агаханянцем.

## Останні роки
Останні роки важко хворів, лікувався, дотримував строгий режим життя і роботи. Однак, навіть будучи хворим, Агаханянц не відмовлявся від наукової, педагогічної та громадської діяльності.
На кошти, зароблені читанням лекцій в ряді німецьких університетів у 2000—2001 роках, забезпечив собі дороге і дуже ефективне лікування в Німеччині. Це значно поліпшило його загальний стан і дозволило продовжити роботу в Педагогічному університеті в Мінську.

## Основні результати наукової і педагогічної діяльності

### Історія географії
- видав книгу про історію вивчення природи Паміру до 1960 року[17]
- виконав дослідження про історію вивчення озера Сарез[5][6]
- у своїх книгах дав портрети мандрівників і дослідників[18][17]

### Комплекснафізична географія
- ввів в географію поняття «аридні гори» і обґрунтував необхідність такого терміну[5]
- виконав схему районування Паміру і його поділ на області, різні по геології, геоморфології, тектогенезу, кліматичними і біогеографічними ознаками[9][8]
- описав географію озера Сарез і прилеглих областей[6]
- виконав фотозйомку різних ландшафтів, біотопів, рослин; створив фотографічні портрети вчених-дослідників; колекція фотоматеріалів являє собою чорно-білі і кольорові фотографії та кольорові слайди в кількості декількох тисяч примірників; частина фотографій і слайдів як ілюстрації опубліковані в різних виданнях; окремі фотографії та слайди є рідкісними, так як фотозйомка здійснювалася у важкодоступних місцях, на великих гірських висотах, зафіксувала стан природних об'єктів в суворо визначений момент часу в зазначеному географічному місці у зв'язку з чим колекція фотографічних матеріалів Окміра Агаханянца являє собою цінну культурне, історичне і наукове надбання[6][9][19][18][17]
- описав гірські пустелі Паміру і Тибету, де виявив відмінності рівнинних пустель від пустель в горах; здійснив класифікацію гірських пустель на основі власних спостережень і наукових даних інших авторів; у стислому вигляді виклав складну закономірність і динамічний процес прояву життя у гірських системах залежно від широтного розташування, панівних вітрів і перенесення вологи, гірських висотних кліматичних бар'єрів по периметрах Паміру і Тибету, зазначив залежність видоутворення рослинних угруповань у їх тісному зв'язку з динамікою підйому названих гірських регіонів[17][20]

### Геоморфологія
- виявив генезис Усойського завалу[6]
- обґрунтував тезу про стійкість природної греблі в руслі річки Мургаб, яка утворила Сарезьке озеро[6]
- виявив вплив рельєфу і відносної висоти на вивчені біотопи гірських і напівпустельних областей Центральної Азії та Кавказу
- вивчив геоморфологію Паміру і, в сукупності з іншими ознаками, виконав районування гірської системи Памір[9]

### Лімнологія
- виконав комплексне дослідження озера Сарез на Памірі[6]
- висунув і обґрунтував гіпотезу про «стабільність» гідрологічного режиму озера Сарез
- По опитувальним відомостями вказав на існування в горах Паміру гарячого озера, місцезнаходження якого поки визначити не вдалося

### Екологія
- виявив і вивчив біотопи гірських долин в басейні річки Мургаб вище Усойського завалу і дав наукове обґрунтування про необхідність створення тут біологічних заказників[6]
- виконав комплексне вивчення озера Сарез і його берегів і обґрунтував необхідність створення тут національного парку, що включає озеро і навколишні ландшафти[6][18]

### Геоботаніка
- виявив генезис і дав опис біотопу Усойського завалу на річки Мургаб
- описав рослинні співтовариства Паміру і створив геоботанічні карти регіону на їх основі
- виконав узагальнені зведення геоботаніки гірських областей
- виконав узагальнені зведення геоботаніки СРСР
- у співавторстві виконав узагальнені зведення геоботаніки Світу

### Ботаніка
- виявив явище переміщення рослинних угруповань під впливом зростання гір і обґрунтував так звану «Теорію тектонічної динаміки гірських біотопів Агаханянца»[3][4]
- провів дослідження з вимірювання і динаміці внутрішньосудинного тиску рідин в кореневій і стовбуровій частинах рослин Паміру.
- зібрав велику колекцію гербаріїв флори гірських і напівпустельних областей Центральної Азії та Кавказу. За даними Агаханянца на 1986 рік флора Кавказу[7] налічувала 6350 видів, з них 25 % ендемічні, флора гір Середньої Азії — в 5500 видів, з яких 25-30 % ендеміки, в той час як на прилеглих рівнинах південних пустель — 200 видів рослин[7].

### Політична географія,геополітикатаполітологія
- виконав геополітичний аналіз процесів, що відбуваються в Центральній Азії та на Кавказі
- здійснив геополітичний аналіз процесів, що відбуваються в Азійській частині СРСР
- зробив висновок про нежиттєздатність СРСР як штучного державного утворення і дав точний прогноз про розпад СРСР на окремі незалежні держави в найближчій історичній перспективі
- виконав геополітичний прогноз щодо майбутніх політичних і соціальних деформацій в Афганістані[21], Іраці, Ірані, Таджикистані
- обґрунтував тезу про неможливість успішної трансформації економічної, соціальної і політичною життя Афганістану в умовах радянської окупації і побудови в країні соціалізму за радянським зразком

### Педагогіката методика викладання географії
- Культивував у студентському середовищі наукову і загальнолюдську етику
- створив стрункий Курс лекцій і практичних робіт з географії та геоботаніці
- створив методики вивчення природи, розробив або удосконалив засоби і методи географічних і геоботанічних польових експедиційних досліджень
- створив базові академічні підручники регіональної геоботаніки і геоботаніки світу у співавторстві
- написав науково-популярну книгу про свої подорожі романтика і романтику наукових досліджень[4][5][18]

### Географічнабібліографія
Успішно працював у галузі тематичної бібліографії. У 1968 році разом з Сінковською склав і видав у Душанбе бібліографічний довідник з друкованим виданням, присвяченим Паміру.

## Природні області гірської країни Памір— районування Агаханянца
На основі власних географічних, геоморфологічних і геоботанічних досліджень, а також вивчення та узагальнення наукових відомостей попередників, Окмір Агаханянц виявив відмінності в природних особливостях різних областей гірської країни Памір і, на їх основі, виділив області з індивідуальними рисами. Це дозволило визначити Памір як складно складову гірську систему. Схема районування Паміру О. Е. Агаханянца отримала визнання і опублікована в 3-му виданні Великої радянської енциклопедії

## Теорія геотектонічної динаміки гірських біотопів Агаханянца
Виходячи з теорії дрейфу континентів і динаміки тектонічних плит, сучасне енергійне зростання Памірських гір обумовлене безперервним рухом Плити Індостан на північ з одночасним поворотом на північний схід зі швидкістю близько 5 см/рік. Плита Індостан зіткнулася з Євразійською плитою і продовжує рухатися. На наступному фронті Плити Індостан відбувається колізія: пласти гірських порід на межі двох плит мнуться в гігантські складки, утворюючи швидко зростаючі гори. Флора Паміру разом з основою, на якій вона заселилася і розвивається, безперервно і вимушено змінює відносну і абсолютні висоти проживання, піднімаючись з плином часу все вище і вище. Зменшення вмісту кисню на великих висотах, збільшення інтенсивності ультрафіолетового випромінювання, зміна температурних добових, сезонних і річних циклів, вологісний і вітровий режим, збільшення площі сніжного, фирнового і льодовикового покриву, зміна гідрологічного режиму поверхневих, ґрунтових і підземних вод і інші динамічні фактори неминуче змушують рослини або гинути, або змінювати морфологічний вигляд і способи адаптації до мінливих зовнішніх умов навколишнього середовища.
Хід міркувань Окміра Агаханянца:
- гірські біотопи Паміру безперервно змінюються;
- зміни флористичних біотопів є наслідком зміни середовища проживання;
- в гірській системі Памір зміни природного середовища обумовлені відносно швидким ростом гір;
- тектоніка і динамічна геологія пояснюють зростання гір Паміру складчастим метаморфозом рельєфу під тиском Плити Індостан, яка рухається на північ, повертаючись до північно-схід;
- теорія руху літосферних плит німецького геолога Альфреда Вегенера допускає таке припущення, а сучасні дослідження в області тектоніки плит і динамічній геології, палеонтологічні дослідження та інші факти підтверджують це наукове припущення;
- власне рух Плити Індостан обумовлено існуванням серединно-океанічних глибинних розломів і точно встановленим явищем розсування ділянок земної кори від осі розломів до периферії.

Географ і геоботанік О. Е. Агаханянц спочатку звернув увагу на явище геоботанічне Потім, спираючись на відомі йому відомості геотектоніки і динамічній геології, шляхом суворого логічного аналізу він прийшов до думки про те, що динаміка флористичних біотопів Паміру є наслідком загальної геодинаміки планети Земля.
Це і є сутність «Теорії геотектонічної динаміки гірських біотопів Агаханянца», застосована до гірських районів, що зазнають порівняно швидких вертикальних рухів.
Локальне явище, яке географ і геоботанік О. Е. Агаханянц спостерігав і вивчав на Памірі, можна поширити на будь-який регіон Землі. Зміна абсолютної і відносної висот субстрату, на якому розвивається життя, неминуче і об'єктивно веде до змін біотопу. І це явище яке спостерігається в природі є наслідком зміни властивостей навколишнього природного середовища, у якій живе і видозмінюється гірська флора.

## Подорожня проза, науково-популярні нариси, белетристика
Окмір Агаханянц ніколи не писав віршів, але успішно пробував себе в жанрі прози. Це подорожні нотатки, опубліковані щоденникові записи, белетристика — мальовничі картини природи і розгорнуті портрети колег і товаришів, з якими йому довелося працювати і подорожувати. Ці прозаїчні есе часто включаються в тканину суто наукових праць і дуже пожвавлюють оповідь.
Окремим жанром є науково-популярні нариси Агаханянца, що склали книжки про природу Паміру і розкривають форми і методи пізнання природи в наукових подорожі, екскурсії та польових роботах.
У 1972 році Окмір Агаханянц видав свою першу книгу шляхової прози «За рослинами по горах Середньої Азії. Оповідання про природу». Двічі — в 1975 і 1987 роках видавалася його книга «На Памірі. Записки геоботаніка»; друге видання з доповненнями і змінами вийшло під назвою «Один памірський рік». Видання 1975 року отримало хвалебну рецензію Хргіана в 1981 році: «Суворий Памір захопив чверть століття тому молодого геоботаніка і дав йому матеріал для цікавої книги. …О. Е. Агаханянц захоплює читача чином цієї чудової гірської країни. Розповіді дають читачам відмінний привід для роздумів на багато тем життя і науки». Хргіан називає оповідання Агаханянца «чудовою книгою».
У 1990 році Агаханянц видав книгу «Рік Змії».
Єдиним досвідом художньої і документальної прози стала збірка оповідань «Антик маре», виданий приватною фірмою в Мінську вже в пострадянський час у 1995. До 1991 року ці розповіді Огаханянца не могли бути опубліковані з цензурних міркувань.

## Особисте життя
Був двічі одружений. Від першого шлюбу мав дітей.
З 1972 року і до своєї смерті жив і працював в Республіці Білорусь в Мінську з дружиною в другому шлюбі.
Володів мовами: російською та німецькою — досконало; добре — англійською, білоруською, польською, таджицькою, узбецькою. Володів основами альпінізму і технікою пересування по гірській місцевості і в пустелі. Хороший наїзник; частину подорожей здійснив верхи на коні. Був хорошим фотографом, художником-графіком — чудово виконував на папері олівцем плани місцевості, тематичні схеми і необхідні в польових дослідженнях малюнки.
Мав одну з найкращих в Білорусі особистих зібрань книг, статей, журналів, альбомів, календарів наукового змісту загальною кількістю понад 8 тисяч примірників англійською, білоруською, німецькою, польською, російською, таджицькою, узбецькою та французькою мовами. У бібліотеці були представлені також польові щоденники, малюнки, схеми, збірка геоботанічних та географічних карт різного тематичного змісту, кольорові і чорно-білі світлини та кольорові слайди.

## Пам'ять
- Ім'я Окміра Егішевича Агаханянца носить гірський перевал висотою 5080 м на Памірі в хребті Південний Шугнан[23].
- «Опинився на Таймирі, в районі білої плями, де навіть карт не було. Тепер там є досить велика річка Окміра — я висловив припущення про її місцезнаходження, виходячи з непоясненої тоді течії в одному з таймирських озер, і їй дали моє ім'я»[24]
- Короткий нарис життя та діяльності О. Е. Агаханянца у викладі Краснопольського[25].
- Російський географ і геоморфолог Микола Гвоздецький в 1968 році у своїй книзі «Памір» в розділі «З історії дослідження» завершує короткий огляд найбільш значних і продуктивних польових дослідних робіт на Памірі за останні 500 років іменем Окміра Агаханянца: «[О. Е. Агаханянцем] …виконані комплексні характеристики, що зачіпають різні проблеми фізичної географії»[26].

## Рецензії на праці Окміра Агаханянца
- Юсуфбеков Х. Ю., Агаханянц О. Е.. Растительность Западного Памира и опыт её реконструкции. — Душанбе: Дониш, 1975. — 310 с. — 1200 экз. — Горчаковский П. Л. [Архівовано 15 серпня 2017 у Wayback Machine.] п/п 199. [Рецензія] // Екологія — 1976 — № 3 — С. 108—109.